# (19614) Montelongo
(19614) Montelongo (1999 OV1) – planetoida z pasa głównego asteroid okrążająca Słońce w ciągu 3,5 lat w średniej odległości 2,31 j.a. Odkryta 16 lipca 1999 roku.